# 長須祥行
長須 祥行（ながす しょうぎょう、1932年5月16日 - 1993年2月10日）は、日本の農業評論家。

## 来歴
茨城県出身。日本大学卒。学生時代に一時期渋沢秀雄家の書生をしていた。
大学卒業後、東宝に入社するが、百里基地反対運動に呼応し帰郷。地方新聞『新茨城』やタウン誌、労組機関誌の記者を経て、1965年フリーの評論家となる。
茨城県土浦市に住み鹿島臨海工業地帯の開発理念「農工両全」を告発、三里塚闘争で農民の側に立った。
吉祥太郎の名を使ったこともある。

## 著書
- 『一千万人の駅 駅名の由来とエトセトラ』エフ・プロ出版 1967
- 『農業の危機と農民』1971 三一新書
- 『西武池袋線各駅停車 武蔵野・秩父 いまむかし』椿書院 1973 首都圏沿線ガイド
- 『日本農民の自覚と再生 流浪から土着へ』三一書房 1975
- 『密殺同盟』ダイヤモンド社 1978
- 『産直運動 ほんとうの食べものを求めて』東洋経済新報社 1979 東経選書
- 『筑波大学 新構想は何をもたらしたか』現代評論社 1980
- 『農業高校 近代化農政の縮図』三一書房 1984
- 『越訴 水戸藩・宝永一揆の謎』三一書房 1986

## 共編著
- 『この愛、山河にとどけ 獄中の母、妻、娘の手記』吉祥太郎編著 エフ・プロ出版 1967
- 『講座農を生きる』全5巻 安達生恒、松永伍一共編 三一書房 1975

## 参考
- デジタル版日本人名大辞典